# Chaussure

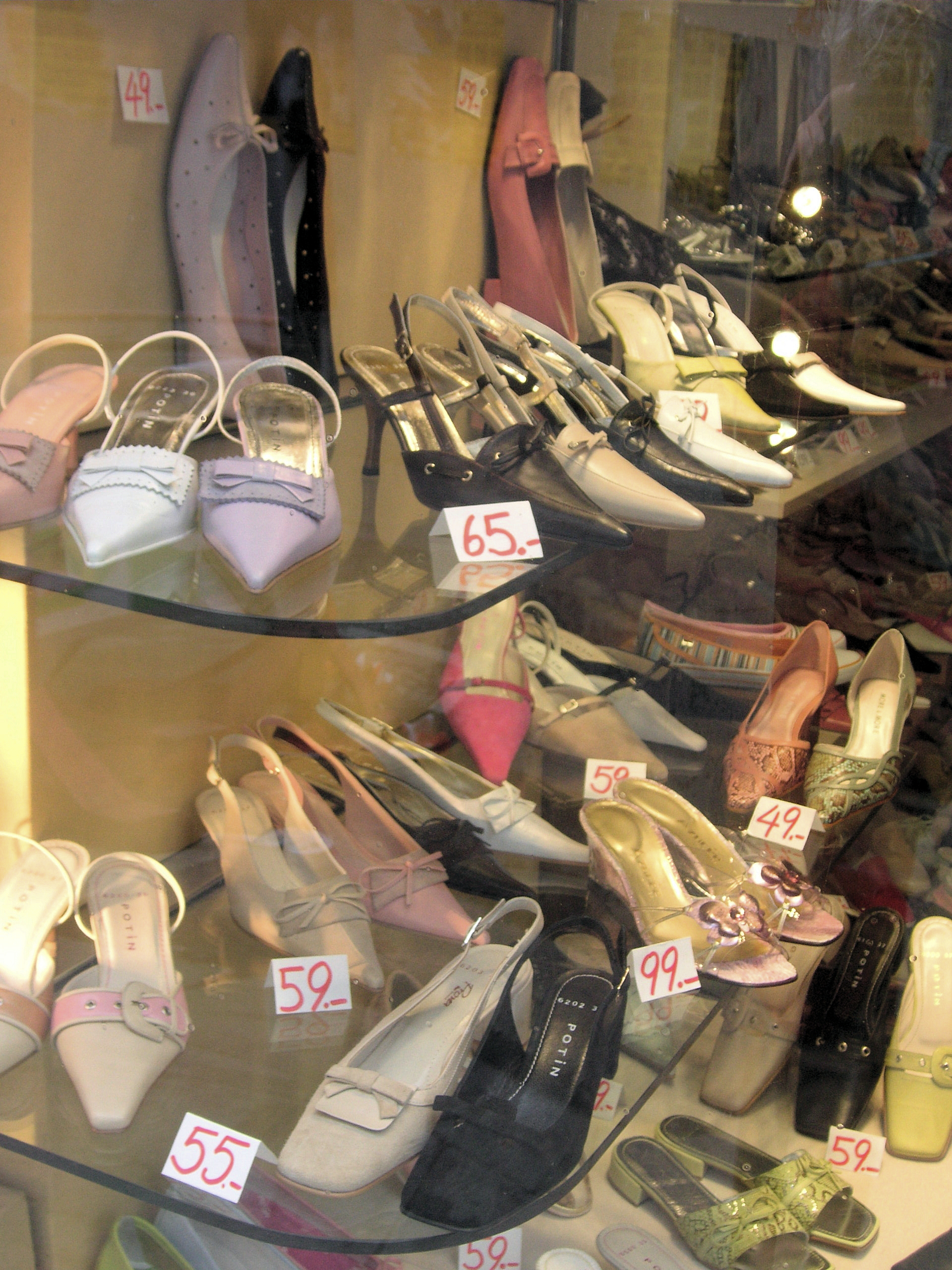
Boutique de chaussures féminines.

Le terme chaussure  désigne les vêtements destinés aux pieds, les protégeant du froid, de l'humidité, des aspérités du sol, etc.
Il s'agit également d'un accessoire de mode qui vêt les femmes comme les hommes. Le terme chaussure dérive du verbe chausser, issu du latin calceare « mettre des souliers ». La plus vieille chaussure du monde, en écorce et découverte aux États-Unis, aurait plus de 10 000 ans. La plus ancienne chaussure en cuir, un mocassin, a 5 500 ans et a été découverte dans une grotte en Arménie.
La forme des chaussures peut varier, notamment en fonction de la mode et du statut social. La matière la plus couramment utilisée pour fabriquer les chaussures est le cuir. L'artisan spécialiste de la réparation des chaussures est le cordonnier, métier qui a fortement décliné dans les pays occidentaux.

## Description

Diagramme des parties d'une chaussure masculine.

Une chaussure se compose principalement du semelage, partie inférieure qui protège la plante des pieds, plus ou moins relevée à l'arrière par le talon et de la tige, partie supérieure qui enveloppe le pied et qui comprend essentiellement l'empeigne (partie avant de la tige d'une chaussure, du cou-de-pied à la pointe, appelée aussi claque), les quartiers (deux pièces formant l'arrière de la tige) et la languette.
Lorsque la tige recouvre la jambe (et maintient la cheville), on parle de bottes. Dans le cas contraire, on parle de soulier.
Plusieurs types de montages existent pour solidariser la partie supérieure d'une chaussure à la semelle, comme le Montage Goodyear.

## Historique
Les chaussures les plus anciennes, faites en écorce d'armoise, auraient plus de 10 000 ans et ont été trouvées dans une grotte de Fort Rock dans l'Orégon (États-Unis). 

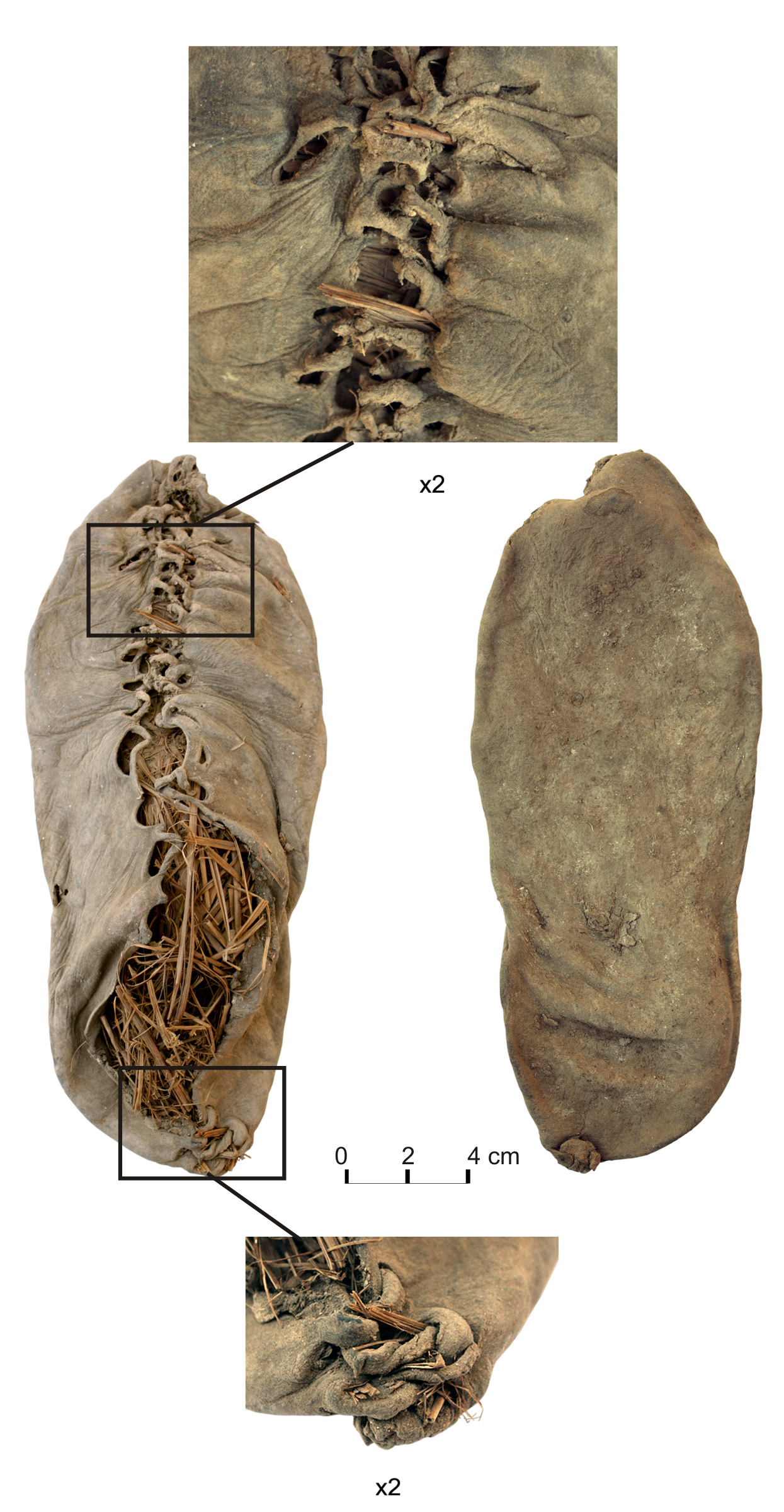
La chaussure en cuir la plus ancienne.

 La « première » chaussure en cuir date du quatrième millénaire avant Jésus-Christ et a été découverte en Arménie. Il s'agit d'une pièce de cuir cousue pour recouvrir un avant pied comme un mocassin,. Ötzi, un ou deux siècles plus tard, était équipé de mocassins.
Les chaussures ont évolué tout au long de l'histoire du costume et de la mode, selon l’époque. Accessoire pratique, elle est aussi un signe permettant de refléter le statut social. Les chaussures chez les Romains sont l'indice du rang et de la fortune. Les chaussures sont des accessoires d'apparat dans les cours royales, Marie-Antoinette possédait jusqu'à 500 paires.
Au XVe siècle, les chaussures à la poulaine sont longues et effilées. Elles étaient conçues pour adhérer le plus près possible des orteils. Ce modèle a ainsi donné naissance aux chaussures à l'orteil qui épousaient parfaitement la forme des orteils. Au XVIe siècle, les souliers à pied d'ours ou bec de canard sont en vogue. Ce sont des souliers très ouverts à large bout carré dont le bout pouvait atteindre 15 cm de large. Ils se fixent sur le cou-de-pied avec une lanière. Au XIXe siècle, les protège-chaussures s'enfilent sur la chaussure pour la protéger des saletés de la rue.
Les chaussures à boucle existent en Europe depuis le Moyen Âge (on dit que ce sont les Grecs qui ont inventé les premières chaussures ; c’étaient des sandales, d’abord portées par les empereurs). Il s'agit à l'origine d'un fermoir métallique monté sur les poulaines, plus facile à utiliser que des lacets. Les moines également l’utilisent, ce qui a donné en anglais le nom « mon shoots ». À l'époque contemporaine, elle est un soulier du vestiaire masculin, portée généralement avec un costume.
Jusqu'à la fin du XIXe siècle, en France, les chaussures esthétiques mais inconfortables reflètent le statut social : les nobles montrent ainsi qu'ils n'ont pas besoin de marcher longtemps, contrairement aux classes moins aisées qui empruntent des chemins en général mal entretenus.

## Types de chaussures

### Chaussures classiques féminines

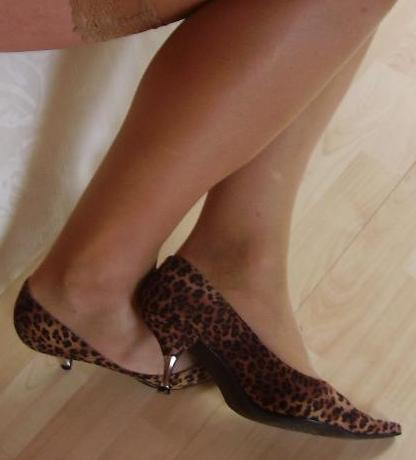
Chaussures à petit talon en métal.

Certaines chaussures sont portées exclusivement par les femmes 
- Escarpin, parfois nommé décolleté (il existe aussi des escarpins pour homme mais leur usage se raréfie)
- Salomé
- Stiletto ou talon aiguille
- Ballerine
- Découpé

### Chaussures classiques masculines
D'autres chaussures sont à l'inverse portées uniquement par les hommes :
- Richelieu, chaussure masculine la plus formelle, à laçage fermé et qui se porte habituellement avec un costume. En tenue de soirée, un smoking, voire un habit à queue-de-pie ou plus souvent à queue de morue, se portent avec des souliers noirs vernis, c'est-à-dire  richelieus non brogués ou escarpins (pour homme).
- Monk ou Double Boucle, chaussure masculine à boucles, dérivée de la chaussure Derby, de formalisme intermédiaire et s'accordant avec une large palette de tenues.
- Derby, chaussure masculine classique la moins formelle, à laçage ouvert, et s'accordant également avec une large palette de tenues.

### Chaussures classiques mixtes
Le mocassin est porté aussi bien par les hommes et que par les femmes. Les variantes du mocassin sont le loafer (parfois nommé collège) et le penny loafer. Les chaussures dont la tige recouvre la jambe sont la botte et ses variantes : la bottine, le bottillon, et la cuissarde.
Il existe maintenant des chaussures de type Derby, Richelieu, voire Monk pour femme, adaptées avec un talon.

### Chaussures légères et d’intérieur
Certaines chaussures ont des tiges très légères, comme :
- Sandale
- Espadrille
- Sandalette
- Nu-pied
- Tongs et claquettes
- Mule

Les chaussures portées en intérieur sont :

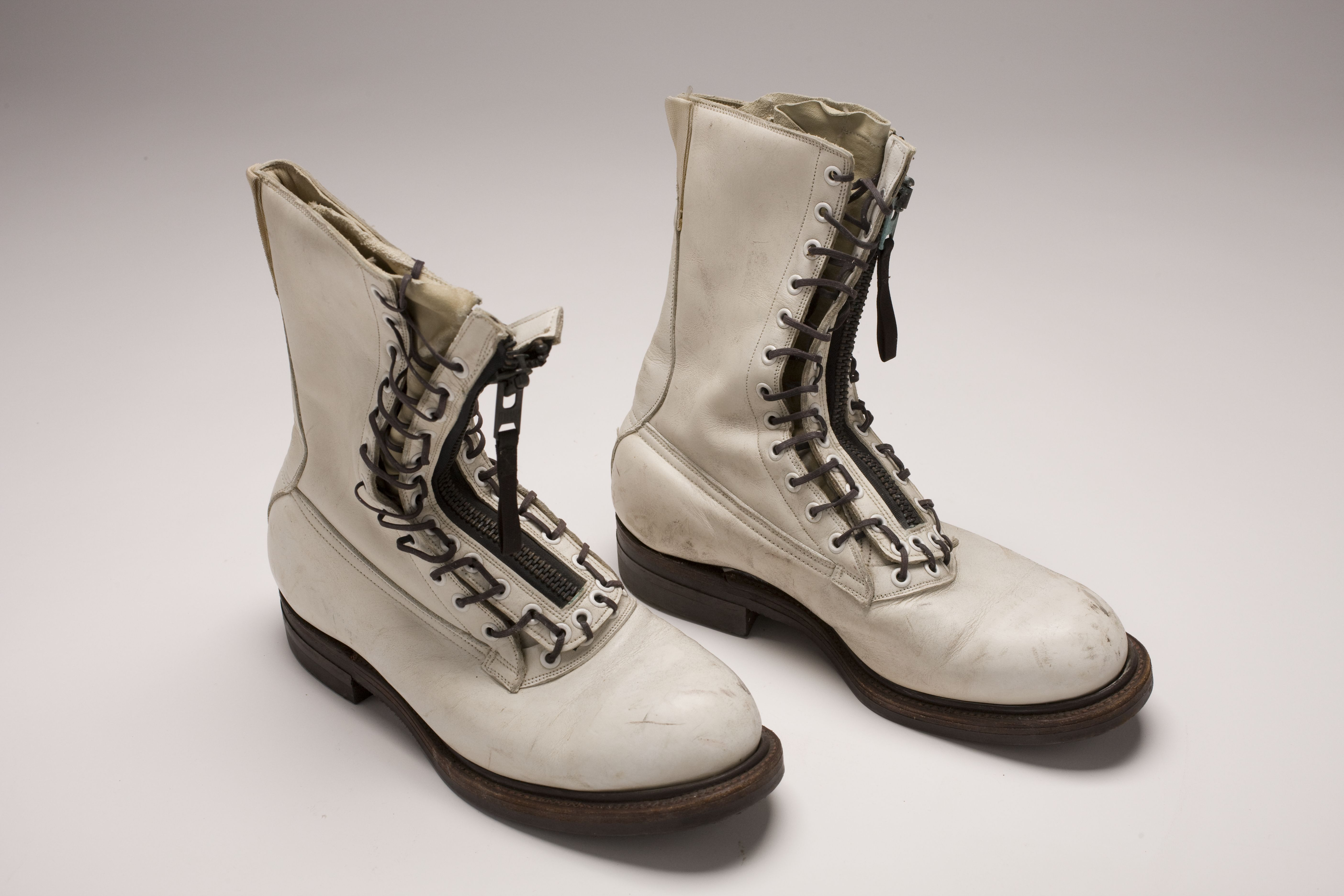
Bottes de combinaison de vol.

- Pantoufle
- Charentaise
- Bottes de combinaison de vol.Chausson

### Autres types de chaussures
Les rangers sont des chaussures en cuir, à long lacets, montant jusqu'à la cheville ou plus haut. Elles sont utilisées par les armées du monde entier pour leur solidité. Les chaussures de sécurité sont conçues pour protéger les pieds contre les risques de nature électrique, chimique, mécanique, thermique.
Les chaussures utilisées en danse sont :
- Pointes
- Demi-pointes
- Claquettes
- Ghillie

Certaines chaussures sont liées au sport ou à la marche :

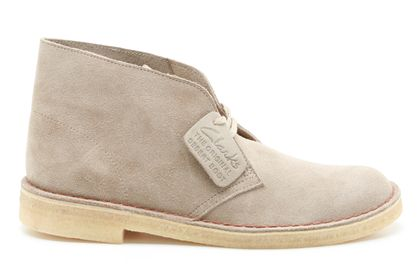
Desert Boot.

- « Basket »
- Chausson d'escalade
- Chaussure à orteils
- Chaussure minimaliste
- Chaussure de marche
- Tricounis (chaussure de montagne)
- Chaussure bateau
- Rangers

### Chaussures liées à des cultures
Certaines chaussures sont étroitement liées à des cultures ou des pays :
- Abarka
- Babouche
- Caligae
- Espadrille
- Ghillie
- Poulaine
- Sabot
- Waraji
- Zōri

### Chaussures orthopédiques

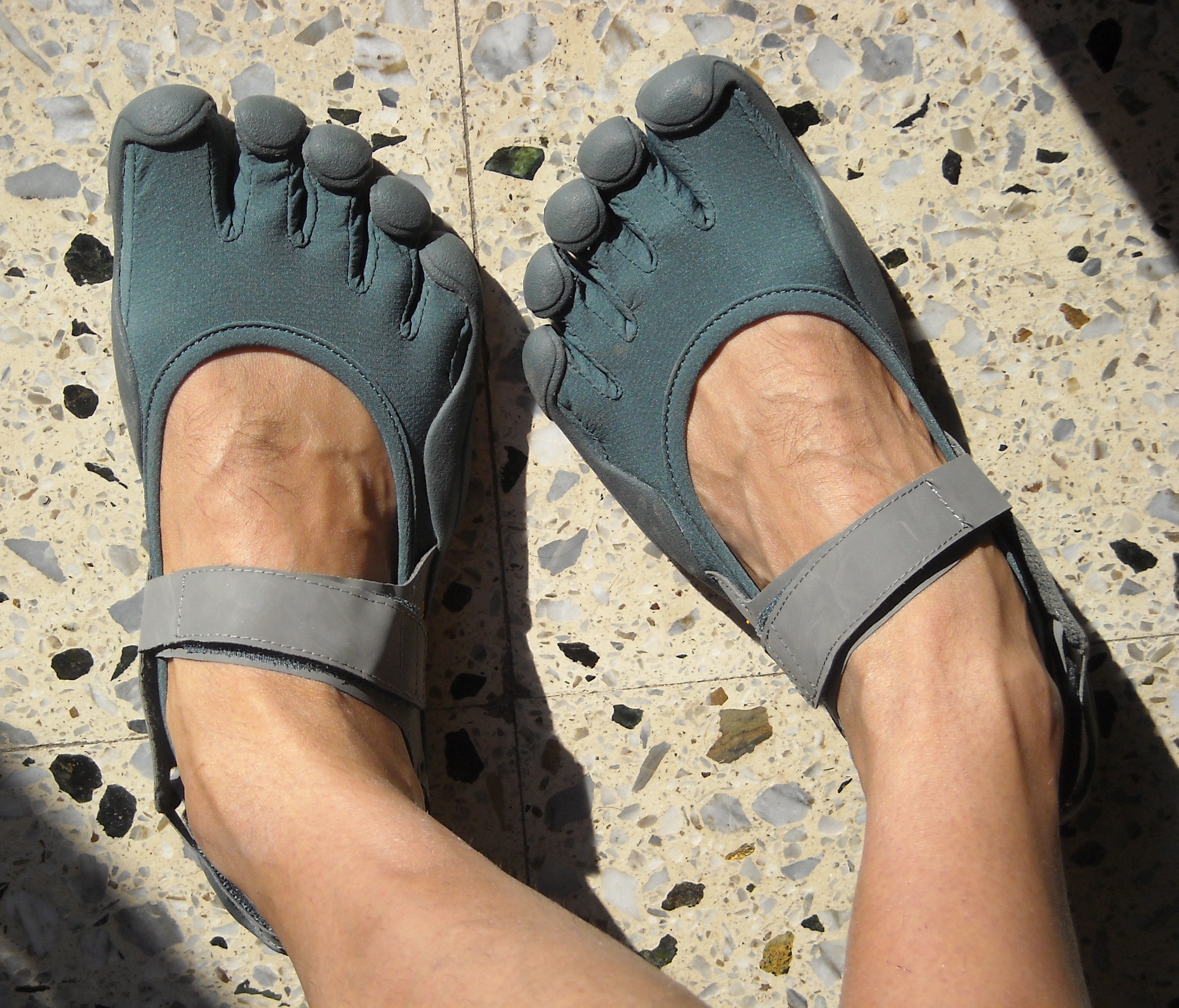
Chaussures "FiveFingers", exemple de type nouveau de chaussures.

Les chaussures orthopédiques permettent de corriger les malformations du pied de façon temporaire ou permanente.
Plus récemment, d'autres types de chaussures se voulant plus respectueuses du fonctionnement naturel du pied ont fait leur apparition. Développées comme une alternative à la marche et à la course à pied pieds-nus, ces chaussures ont des semelles plus souples et pour certains modèles un compartiment individualisé pour chaque orteil permettant au pied de se mouvoir de façon plus naturelle.

## Taille
La taille des chaussures s'exprime par la pointure. Pour mesurer sa pointure, il faut partir du talon jusqu'à l'extrémité du pied (gros orteil ou deuxième orteil selon leurs tailles respectives). Il existe différentes manières de désigner les pointures selon les pays. En Europe, on utilise un nombre à deux chiffres (généralement compris entre 15 et 50). La longueur de pied correspondant, augmente de 2/3 de cm pour chaque pointure, soit 2 cm pour une pointure de 3.
La pointure dépend grandement du fabricant (ou de la marque) et du pays pour lequel les chaussures sont destinées. Il n'existe donc pas de réel standard en ce qui concerne les équivalences et correspondances de tailles de chaussures.
Par exemple : La taille 42 en Europe correspond à une taille 9 en Amérique pour la marque Puma (taille américaine) mais la même pointure pour la marque Nike sera équivalente à 8.5.

## Économie

### Économie mondiale
L'industrie française de la chaussure est une activité traditionnelle en France.
Mais en 2011, les fabricants de chaussures chinois se tournent vers le marché haut de gamme européen profitant de la suppression des droits anti-dumping de l'Union européenne. 1 200 entreprises chinoises sont concernées par cette problématique.
La société Aokang Group Co est l'une des principales sociétés de chaussure de Chine. Ces sociétés sont situées dans le pôle de fabrication et d'exportation de chaussures qui se trouve dans la Province du Zhejiang.
L'Union européenne a soumis les chaussures en cuir fabriquées en Chine populaire à des droits anti-dumping à un taux de 16,5 %, dès 2006, pour une durée initiale de deux années qui a été étendue jusqu'en mars 2011. Vers 2011, la Chine a exporté 20 000 paires de chaussures en cuir vers l'Europe, en peu de temps. L'industrie chinoise travaille pour des marques européennes comme Geox, Sixty, Camel et Wortmann.
La société Kameiduo Group Co, Ltd emploie 3 000 personnes dans la Province du Sichuan.
En 2009, la Chine produit 56 % de la chaussure mondiale et compte 20 000 entreprises de fabrication de chaussures qui emploient directement 3,5 millions de personnes pour fabriquer 10,6 milliards de paires de chaussures chaque année. La Chine exporte 80 % de sa production pour un montant de 24,5 milliards de dollars, essentiellement vers les États-Unis et l'Union européenne.
Selon le site de vente en ligne Spartoo.com, le premier marché au monde de la chaussure en 2011 est le marché européen qui pèse 50 milliards d’euros annuels. Un Européen achète en moyenne 4,2 paires de chaussures par an, dépensant 100 euros. « L’Allemagne, la France, la Grande-Bretagne, l’Italie et l’Espagne trustent les cinq premières places ainsi que 70 % du marché. En Asie, la moyenne ne dépasse pas 2,7 paires — alors que 90 % des chaussures mondiales y sont produites contre 6 % en Europe — tandis que le continent américain est à 5,8 paires ».

### Conditions de fabrication
De nombreuses chaussures, notamment les baskets, sont fabriquées dans les pays asiatiques où les conditions de travail sont difficiles et la dignité des travailleurs peu respectée.[réf. nécessaire]
Certaines chaussures utilisent également des matériaux parmi les plus polluants, coton, cuir tanné au chrome, plastiques et synthétiques[réf. nécessaire]. Le tannage aux sels de chrome n'est pas dangereux en soi, il est appliqué industriellement depuis le début des années 1900. Par contre, les conditions opératoires en sont strictes : faibles marges de variation, mise en œuvre de produits nombreux parfaitement connus, conduite systématique et respect des durées pour chaque opération, pratique de nombreux contrôles avant et pendant le tannage. Sa sécurité dépend donc de sa mise en œuvre et du retraitement des agents polluants. Concernant les nouvelles alternatives, voir l'exemple proposé par la marque française Veja.
En 2006, la main d'œuvre nécessaire à la fabrication d'une chaussure de sport coûte environ 50 centimes d'euros.[réf. nécessaire]

## Étiquetage de la composition

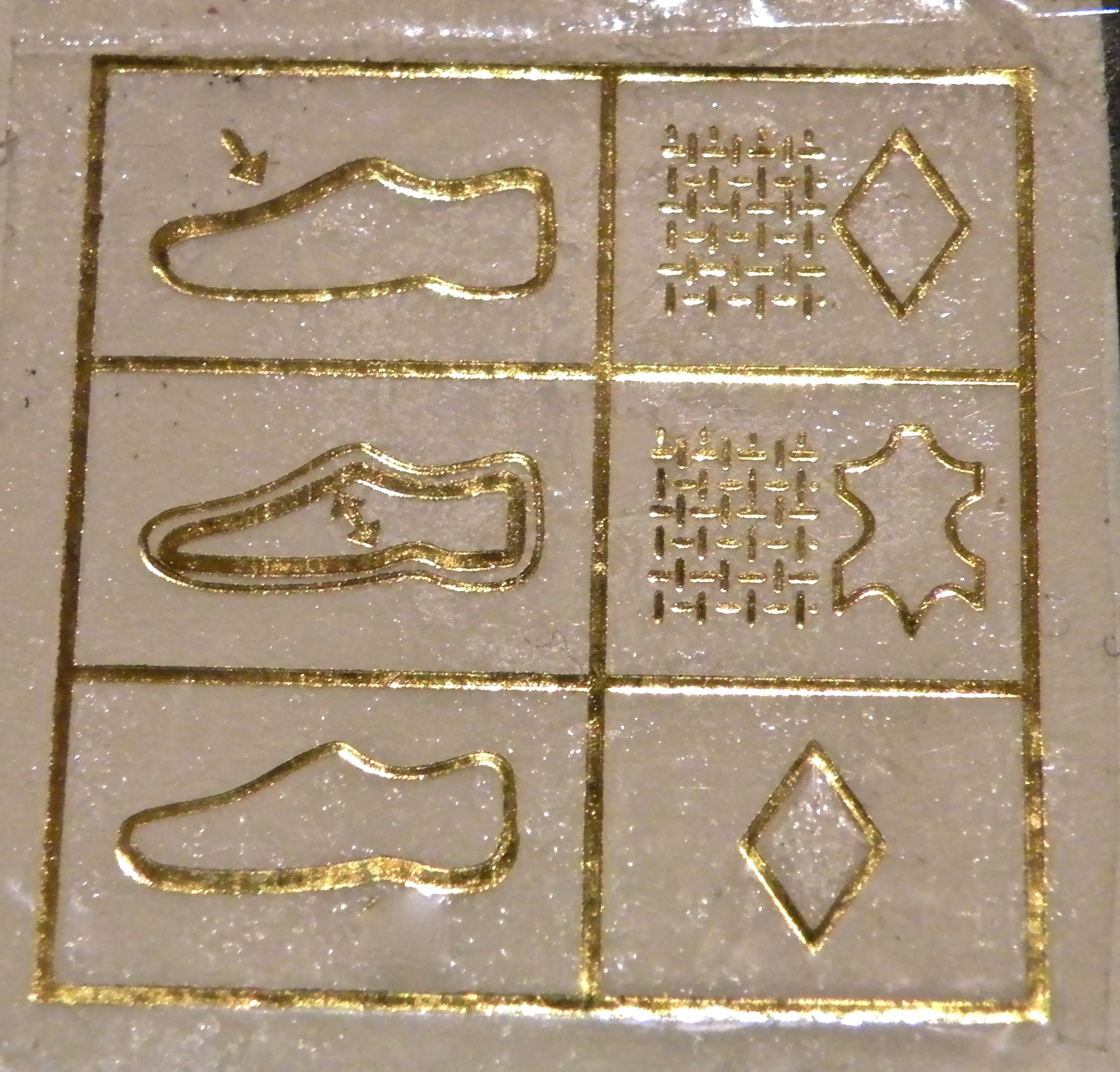
Étiquetage.

L'étiquetage des chaussures est réglementé par la directive 94/11/CE (directive «articles chaussants»).
Il indique de manière simple avec des pictogrammes la composition de la Tige (extérieur), la doublure et la semelle intérieure ainsi que la semelle extérieure. Il existe quatre pictogrammes, le cuir (une peau), le cuir enduit (une peau et un petit losange), le textile (un bout de tissu carré) et les autres produits (un grand losange).

## Dans la culture populaire
La chaussure étant associée à la marche et au déplacement, des chaussures sont liées à des personnages de fiction, leur conférant des pouvoirs exceptionnels, que l'on retrouve dans les mythologies, les contes et légendes traditionnels.
- Le dieu Hermès, messager des dieux, porte des sandales ailées qui lui permettent de voler et donc de se déplacer très vite.
- Les bottes de sept lieues permettent à celui qui les porte de franchir une distance de sept lieues d'une seule enjambée. Elles s'ajustent d'elles-mêmes à la taille de leur porteur, que ce soit l'ogre ou le petit Poucet.
- Dans de nombreux contes, des chaussures particulières sont attribuées aux personnages. Des chaussures de fer : le personnage doit marcher jusqu'à ce qu'elles soient usées, ce qui implique une longue errance avant d'arriver au but. Dans le conte Cendrillon, l'héroïne est dotée de chaussures en rapport avec sa position et sa beauté : chez les frères Grimm, elle porte des escarpins en or ; chez Charles Perrault, les  pantoufles de vair . Les chaussures ou les sabots de verre apparaissent fréquemment dans les traditions populaires pour marquer une situation impossible et cocasse.

## Expressions
- Avoir un clou dans sa chaussure : avoir vécu, avoir de l'expérience.
- Trouver chaussure à son pied : trouver exactement celui ou celle que l'on cherche.